# Юрюзань (река)
Юрюза́нь (вост.-баш. МФА: Йүрүҙәно файле — «большая река», возможно, от (баш. юр — большая) и (баш. үҙән — река, долина)) — река на Южном Урале в Башкортостане (Белорецкий район, Салаватский район, Дуванский район, Нуримановский район, Караидельский район) и Челябинской области (Катав-Ивановский район, Саткинский район, ЗАТО Трёхгорный, Усть-Катавский городской округ), левый приток Уфы (бассейн Волги). Устаревшая транскрипция названия Юрезань, Эрезень.
Длина реки — 404 км. Высота устья — 134 м над уровнем моря. Площадь водосборного бассейна — 7240 км².

## География
Исток реки находится на восточном склоне горы Угловой Машак хребта Машак на высоте 964 м над уровнем моря. Сначала Юрюзань течёт на северо-восток по узкой горной долине между хребтами Машак и Кумардак, по урочищу Юрюзанская долина. Далее, выйдя из горной теснины Юрюзань течёт между хребтами Бакты и Зигальга. В среднем течении Юрюзань выходит из гор на равнину. В нижнем течении, прорезая толщу уфимского плато, река впадает в залив Павловского водохранилища на реке Уфа.
По территории Челябинской области Юрюзань протекает через города Юрюзань, Трёхгорный и Усть-Катав, в Башкирии через сёла и посёлки и впадает в Павловское водохранилище. На Юрюзани стоит известный курорт Янгантау. Севернее города Усть-Катава на высоте 15 м от летнего уровня реки Юрюзани в 300 м от лога вниз по течению находится пещера Бурановская с находками артефактов эпохи неолита.
Охраняемый участок реки расположен от Смирновского моста до устья р. Наси на территории Усть-Катавского городского округа. Является гидрологическим памятником природы.
Среднегодовой расход воды — около 55 м³/сек. Ледостав обычно с ноября по апрель.
Юрюзань — популярное место водных походов: река, относящаяся к первой (самой простой) категории сложности, протекает среди красивых гор и скал Южного Урала. При организации путешествия следует помнить, что на реке имеется плотина в городе Юрюзань и закрытый для прохода ЗАТО город Трёхгорный.
Река Юрюзань даёт прекрасные возможности для рыбалки на всём её протяжении. Здесь водится вся рыба, присущая горным и равнинным рекам Южного Урала. Ведь Юрюзань на разных участках изменяется от горной до полугорной и даже равнинной реки.
Река Юрюзань раньше являлась судоходной, по ней в 1920-х годах сплавлялись суда.

## Притоки
(км от устья)
- 11 км: Большая Бердяшка (длина 67 км)
- Большая Бушка
- Сакта
- Идяш
- Мата
- Атнящ
- Агирзя
- Валеяз
- Сафоновская Речка
- Сухой Калмаш
- Сырой Калмаш
- 70 км: Малый Кутюм
- 74 км: Большой Кутюм
- 101 км: Кошелевка
- 111 км: Атавка
- 111 км: Агерьяв (лог Урман-Тау)
- 122 км: Аир
- 139 км: Бажа
- 140 км: Масаль
- 145 км: Мукшы
- 167 км: Илек
- 177 км: Малояз
- 182 км: Шардалы
- 186 км: Наси
- 192 км: Усть-Канда
- 193 км: Кургашанский
- 221 км: Минка
- 231 км: Большой Бердяш
- 239 км: Катав (Большой Катав)
- 252 км: Мягкий
- 259 км: Вязовка
- 262 км: Сильга
- 274 км: Рахманка или Рахманки
- 277 км: Аксарский
- 279 км: Смольный
- 282 км: Бахтиаров
- 290 км: Большой Абдрахманов
- 297 км: Куткурка
- 299 км: Буланка
- 323 км: Малая Калагаза
- 324 км: Большая Калагаза
- 338 км: Березяк (Большой Березяк)
- 340 км: Тюлюк
- 351 км: Большой Каменный
- Мягкий
- 357 км: Сухой
- 361 км: Большой Морган

## Мосты
Через Юрюзань возведены автомобильные, железнодорожные мосты. Один мост включён в европейский маршрут E 30. Железнодорожные мосты находятся на участках Вязовая — Катав-Ивановск, Златоуст — Кропачёво.

## Юрюзань в геральдике
На флаге Усть-Катава синий цвет полотнища символизирует главные реки города — Катав и Юрюзань. На флаге Катав-Ивановского района и города Катав-Ивановска и подкова — это символ не только промышленности района, но и заводских плотин на запруженных реках Юрюзань и Катав.

## Юрюзань в литературе
В честь «Волги» своей родины — реки Юрюзань взял литературный псевдоним В. Т. Юрезанский (1888—1957) — известный советский писатель, журналист, участник Великой Отечественной войны.